# Episodi di Falcon Crest (prima stagione)
La prima stagione della serie televisiva Falcon Crest, composta da 18 episodi, è stata trasmessa per la prima volta negli Stati Uniti dalla CBS dal 4 dicembre 1981 al 16 aprile 1982, posizionandosi al 13º posto nei rating Nielsen di fine anno con il 21,4% di penetrazione e con una media superiore ai 17 milioni di spettatori.
In Italia, la prima stagione è andata in onda a partire dal 6 ottobre 1982 su Italia 1. I primi due episodi furono trasmessi di mercoledì, in diretta concorrenza con Dynasty su Rete 4. Dal terzo episodio, la serie fu spostata alla domenica.
Il cast regolare di questa stagione è formato da: Jane Wyman (Angela Channing), Robert Foxworth (Chase Gioberti), Susan Sullivan (Maggie Gioberti), Lorenzo Lamas (Lance Cumson), Billy R. Moses (Cole Gioberti), Jamie Rose (Vickie Gioberti), Abby Dalton (Julia Cumson).
| nº | Titolo originale                  | Titolo italiano           | Prima TV USA     | Prima TV Italia  |
| -- | --------------------------------- | ------------------------- | ---------------- | ---------------- |
| 1  | In His Father's House             | Padrona                   | 4 dicembre 1981  | 6 ottobre 1982   |
| 2  | A Time for Saboteurs              | Il sabotatore             | 11 dicembre 1981 | 13 ottobre 1982  |
| 3  | The Tangled Vines                 | Scelta difficile          | 18 dicembre 1981 | 17 ottobre 1982  |
| 4  | The Harvest                       | Vendemmia                 | 25 dicembre 1981 | 24 ottobre 1982  |
| 5  | Tony Comes Home                   | Matrimonio fallito        | 1º gennaio 1982  | 31 ottobre 1982  |
| 6  | Kindred Spirits                   | Casa del sogno            | 8 gennaio 1982   | 7 novembre 1982  |
| 7  | The Extortionist                  | Ricattatore               | 15 gennaio 1982  | 14 novembre 1982 |
| 8  | Lord of the Manor                 | Primo premio              | 22 gennaio 1982  | -                |
| 9  | Dark Journey                      | Avventura a San Francisco | 29 gennaio 1982  | -                |
| 10 | Victims                           | Vittime                   | 5 febbraio 1982  | 5 dicembre 1982  |
| 11 | For Love or Money                 | Amore o denaro            | 12 febbraio 1982 | -                |
| 12 | Family Reunion                    | Riunione in famiglia      | 19 febbraio 1982 | 19 dicembre 1982 |
| 13 | The Candidate                     | A qualsiasi prezzo        | 26 febbraio 1982 | -                |
| 14 | House of Cards                    | Luci nelle tenebre        | 12 marzo 1982    | -                |
| 15 | Heir Apparent                     | Presunto erede            | 19 marzo 1982    | -                |
| 16 | The Good, the Bad and the Profane | Il cerchio si chiude      | 2 aprile 1982    | 16 gennaio 1983  |
| 17 | Penultimate Questions             | Inchiesta - Parte 1       | 9 aprile 1982    | 23 gennaio 1983  |
| 18 | Ultimate Answers                  | Inchiesta - Parte 2       | 16 aprile 1982   | -                |

## Padrona
- Titolo originale: In His Father's House
- Diretto da: Michael Preece
- Scritto da: Robert McCullough

### Trama
Tuscany Valley, San Francisco. In seguito alla morte di suo padre, Jason, Chase Gioberti torna nella tenuta di famiglia con sua moglie Maggie e i suoi due figli, Cole e Vickie, per il suo funerale. Angela Channing, sorella di Jason, potente matriarca e proprietaria di una parte dell'azienda vinicola di famiglia, Falcon Crest, cerca di proteggere l'instabile Emma, sua figlia, apparentemente coinvolta nella misteriosa morte di Jason. Grazie ai 50 acri ereditati e ai bei ricordi d'infanzia, Chase decide di non far ritorno a New York e di trasferirsi in California con la sua famiglia, con gran dispiacere di Angela. La donna, infatti - aiutata da suo nipote Lance, figlio di Julia - punta a prendere il controllo totale del vigneto di famiglia.
- Guest star: Mel Ferrer (Phillip Erikson)
- Altri interpreti: Margaret Ladd (Emma Channing), Nick Ramus (Gus Nunouz), Chao Li Chi (Chao Li Chi), Mario Marcelino (Mario Nunouz), Silvana Gallardo (Alicia Nunouz), Robert F. Lyons (Turner Bates), Harry Townes (Jason Gioberti)

## Il sabotatore
- Titolo originale: A Time for Saboteurs
- Diretto da: Michael Preece
- Scritto da: Sandra Kay Siegel

### Trama
Paul, vecchio amico di Chase, si reca a Falcon Crest per far visita al suo amico e proporgli di iniziare una piccola società aerea. Angela, però, scopre che Paul in realtà ha solo bisogno di denaro per saldare dei debiti di gioco. La donna offre all'uomo la somma della quale abbisogna con il patto di convincere Chase a lasciare Falcon Crest. Nel corteggiare Julia, l'uomo scopre che esiste un tipo di fungo molto pericoloso, il Botrytis cinerea, che potrebbe rovinare un intero raccolto. Così, durante la notte, Paul lascia aperto l'irrigatore sperando così di rovinare Chase. Quando l'uomo si reca da Angela per il suo denaro, la donna lo accusa di aver messo in pericolo l'intero vigneto (e non solo quello di Chase) e racconta a quest'ultimo tutta la verità sul suo amico.
- Altri interpreti: Margaret Ladd (Emma Channing), Nick Ramus (Gus Nunouz), Chao Li Chi (Chao Li Chi), Mario Marcelino (Mario Nunouz), Stephen Elliott (Douglas Channing), Wayne Grace (Thorpe Henchman), Cliff Potts (Paul Salinger)

## Scelta difficile
- Titolo originale: The Tangled Vines
- Diretto da: Jack Bender
- Scritto da: Ernie Wallengren

### Trama
Per poter pagare una tassa da 50.000 dollari, e in mancanza di manodopera, Chase cerca di vendere le proprie uve prima della raccolta. Angela gli fa una proposta di acquisto più bassa del valore di mercato, e così Chase - grazie all'intervento di Gus - decide invece di vendere l'uva a un altro acquirente che gli fa una proposta più alta di quella di Angela. Venuta a conoscenza dell'accordo, la donna acquista l'ipoteca sulla proprietà del compratore di Chase, annullando così l'accordo tra i due. A quel punto, Chase decide di vendere la sua casa di famiglia a New York per far fronte al suo debito. Cole, nel frattempo, è combattuto tra il suo sogno di diventare un archeologo e il sogno di Chase aiutandolo nell'azienda di famiglia.
- Altri interpreti: Margaret Ladd (Emma Channing), Nick Ramus (Gus Nunouz), Chao Li Chi (Chao Li Chi), Mario Marcelino (Mario Nunouz), Dana Elcar (Carl Reed), Cynthia Sikes (Barbara Munroe)

## Vendemmia
- Titolo originale: The Harvest
- Diretto da: Michael Preece
- Scritto da: Earl Hamner

### Trama
A causa del suo comportamento irresponsabile, Angela toglie a Lance il suo vitalizio mensile e lo minaccia di diseredarlo. Da quel momento in poi, Lance cerca di riconquistare la fiducia di sua nonna, prima facendo saltare in aria la pompa di irrigazione dei vigneti di Chase e poi minacciando i suoi braccianti per indurli ad abbandonarlo affinché egli abbia difficoltà per la raccolta delle uve. Ma Angela giudica queste azioni ancora più sconsiderate e decide di dare una lezione a suo nipote: prende sotto la sua ala protettiva Cole, vedendo in lui un ipotetico erede. In questo modo, Angela spera che suo nipote torni sulla retta via. Al contempo, Chase e Maggie non vedono di buon'occhio il rapporto che si sta instaurando tra loro figlio e Angela.
- Altri interpreti: Margaret Ladd (Emma Channing), Nick Ramus (Gus Nunouz), Chao Li Chi (Chao Li Chi), Mario Marcelino (Mario Nunouz), Silvana Gallardo (Alicia Nunouz), Robert Sampson (Sceriffo Turk Tobias)

## Matrimonio fallito
- Titolo originale: Tony Comes Home
- Diretto da: Jack Bender
- Scritto da: Katharyn Powers

### Trama
Il marito di Julia, Tony, che ha abbandonato lei e Lance dodici anni prima, ricompare all'improvviso con il desiderio di fare ammenda e recuperare il loro rapporto, proponendo alla donna di lasciare Falcon Crest per ricominciare una nuova vita altrove. Maggie, nel frattempo, accetta di lavorare per il "San Francisco Chronicle", il quotidiano dell'ex-marito di Angela, Douglas Channing.
- Guest star: John Saxon (Tony Cumson)
- Altri interpreti: Nick Ramus (Gus Nunouz), Chao Li Chi (Chao Li Chi), Stephen Elliott (Douglas Channing), Cynthia Sikes (Barbara Munroe)

## Casa del sogno
- Titolo originale: Kindred Spirits
- Diretto da: Jack Bender
- Scritto da: Judy Merl e Paul Eric Myers

### Trama
Chase e Cole accompagnano Lance ad esplorare un pezzo di terra che Angela pensa di comprare. Vista la condizione particolarmente selvaggia del posto, sono costretti a effettuare la gita a cavallo, però nel mentre, il cavallo di Cole imbizzarisce e lui cadendo si rompe una gamba. Mentre Chase rimane con lui, Lance corre a cercare soccorsi, ma trova delle difficoltà. Nel frattempo Julia chiede a Maggie una mano con Emma e Vicky, intrattenendosi con lei, si lascia sfuggire che le due donne pensano di mandarla in una casa di cura, viste le sue condizioni. Questa uscita spaventa molto Emma che decide di scappare e di rifugiarsi in una vecchia casa poco distante. Vicky la trova e, rimanendo con lei, entra in confidenza convincendola a tornare a casa. Questo fatto sembra riavvicinare Angela e Douglas, suo ex marito e padre delle sue figlie.
- Altri interpreti: Margaret Ladd (Emma Channing), Chao Li Chi (Chao Li Chi), Stephen Elliott (Douglas Channing), Harry Townes (Jason Gioberti), Jenny Sullivan (Mrs. Parkins)

## Ricattatore
- Titolo originale: The Extortionist
- Diretto da: Michael Preece
- Scritto da: Garner Simmons e Robert McCullough (non accreditato)

### Trama
Maggie pensa di essere incinta e questo porta a delle turbe nella famiglia Gioberti. Turner Bates, l'amante di Emma coinvolto nella colluttazione che ha portato alla morte di Jason Gioberti, viene a scoprire da Chase che la versione ufficiale della morte dell'uomo è per incidente stradale. Deciso a guadagnarci sopra torna da Emma e cerca di farsi dire cosa successe quella notte. Non riuscendoci la rapisce portandola in una vecchia casa poco distante ricattando Angela che, sapendo che si tratta di Turner, chiama prontamente la polizia. In poco tempo Chase, Cole e Lance scoprono dove si trova Turner che scappa con Emma in macchina. Nell'inseguimento la macchina di Turner esce di strada. Chase, Cole e Lance salvano Emma, ma non riescono ad arrivare in tempo per Turner che muore nell'esplosione del veicolo.
- Altri interpreti: Margaret Ladd (Emma Channing), Nick Ramus (Gus Nunouz), Chao Li Chi (Chao Li Chi), Robert F. Lyons (Turner Bates), Harry Townes (Jason Gioberti), Robert Sampson (Sceriffo Turk Tobias)

## Primo premio
- Titolo originale: Lord of the Manor
- Diretto da: Jeffrey Hayden
- Scritto da: Ernie Wallengren

### Trama
Angela partecipa, con un vino di sua produzione, ad una gara di degustazioni a Roma e parte con Cole. A Roma incontra Douglas, suo ex-marito, con cui si intrattiene ricordando la loro luna di miele salvo poi deluderlo declinando la sua proposta di matrimonio. Cole riceve in regalo un pacco di lettere appartenenti ad un lontano parente italiano che fanno luce sul rapporto fra Angela e suo fratello Jason. Nel frattempo a Falcon Crest l'azienda è nelle mani di Lance, che però non dimostra di essere in grado di condurla.
- Altri interpreti: Chao Li Chi (Chao Li Chi), Stephen Elliott (Douglas Channing), James Sloyan (Jack Sloan), Emilio Delgado (Paul), Jineane Ford (Sheri Hyatt), Robert Gallo (Bellhop), Vanna Salviati (Anna Gioberti)

## Avventura a San Francisco
- Titolo originale: Dark Journey
- Diretto da: Joseph Manduke
- Scritto da: Katharyn Powers

### Trama
Dopo essere tornata a casa alle tre del mattino senza avvisare i genitori, Vicky viene richiamata. Questo la induce a scappare di casa per andare a San Francisco dove viene introdotta con l'inganno da Lance ad una donna che collabora con un uomo alla ricerca di ragazze per introdurle nell'industria pornografica. Dopo una ricerca frenetica, Chase e Maggie trovano Vicky, che durante il provino capisce le intenzioni dell'uomo e cerca di tirarsi indietro. Nel frattempo a Falcon Crest Angela cerca di ingelosire Douglas chiedendo ad un vecchio amico pittore di farle un dipinto.
- Altri interpreti: Margaret Ladd (Emma Channing), Stephen Elliott (Douglas Channing), Mario Marcelino (Mario Nunouz), June Lockhart (Mara Wingate), Fritz Weaver (Arthur Maesfield), Michael Zaslow (Michael West), Jennifer Holmes (Diana Michaels), Robert Sampson (Sceriffo Turk Tobias)

## Vittime
- Titolo originale: Victims
- Diretto da: Harvey S. Laidman
- Scritto da: Gerry Day e Bethel Leslie

### Trama
Chase scopre che i suoi lavoratori sono spaventati da un uomo che estorce loro denaro. Emma è incinta di Turner Bates (l'amante di Emma coinvolto nella morte di Jason, che l'ha rapita e che è morto nell'inseguimento stradale) e Angela decide che debba tenere il bambino. Lance intuisce sin da subito che il figlio di Emma costituisce un ulteriore erede con cui spartirsi l'eredità e durante una colluttazione nelle cantine, Emma cade dalle scale perdendo il bambino.
- Altri interpreti: Margaret Ladd (Emma Channing), Nick Ramus (Gus Nunouz), Chao Li Chi (Chao Li Chi), Mario Marcelino (Mario Nunouz), A Martinez (Julio Delgado), Robert Sampson (Sceriffo Turk Tobias)

## Amore o denaro
- Titolo originale: For Love or Money
- Diretto da: Fernando Lamas
- Scritto da: Kathleen Hite

### Trama
Chase scopre dalle planimetrie della sua casa che suo padre ha murato una stanza e con Gus decide di abbattere la parete. All'interno scopre diversi documenti appartenuti a suo padre, in molti dei quali appare il nome di Elizabeth Bradbury, una ragazza di cui era innamorato e che molti anni prima ebbe un misterioso incidente che la costrinse in sedia a rotelle. Chase e Maggie decidono di indagare sui rapporti tra Jason e questa donna e scoprono che Angela potrebbe essere coinvolta nell'incidente. Lance si innamora di una ragazza appena conosciuta, Lori, e si rifiuta di fidanzarsi con Melissa, la figlia di un importante produttore di vini.
- Altri interpreti: Margaret Ladd (Emma Channing), Nick Ramus (Gus Nunouz), Chao Li Chi (Chao Li Chi), Cindy Morgan (Lori), Bettye Ackerman (Elizabeth Bradbury), Carlos Romero (Carlo Agretti), Delores Cantù (Melissa Agretti)

## Riunione in famiglia
- Titolo originale: Family Reunion
- Diretto da: Larry Elikann
- Scritto da: Robert McCullough

### Trama
Jacqueline Perrault, madre di Chase ed ex-moglie di Jason, va in visita da suo figlio sperando di convincerlo ad abbandonare Falcon Crest per paura di quello che Angela potrebbe fare pur di avere tutta la terra per sé. Il forte legame di Chase per la sua terra vanifica l'intento di Jacqueline, ma il suo ritorno a Falcon Crest mette in agitazione Angela, facendo riemergere vecchi dissapori.
- Guest star: Lana Turner (Jacqueline Perrault), Mel Ferrer (Phillip Erikson)
- Altri interpreti: Margaret Ladd (Emma Channing)

## A qualsiasi prezzo
- Titolo originale: The Candidate
- Diretto da: Ernest Pintoff
- Scritto da: Ernie Wallengren e Robert McCullough (sceneggiatura); Ernie Wallengren, Robert McCullough, Mary Ann Kasica e Michael Scheff (soggetto)

### Trama
Ed McKay, un county supervisor, viene assassinato nel suo ufficio da un proprietario di un vigneto che ha perso le sue coltivazioni. Chase viene chiamato a candidarsi in opposizione a Peter Burns, il candidato appoggiato da Angela, e accetta. La donna, infatti, con le sue pressioni e conoscenze politiche continua a portare avanti il suo piano di sabotaggio versi gli altri viticoltori per poi comprare le loro terre. Nel frattempo Angela minaccia di distruggere il proprietario di una gioielleria dove Emma era stata scoperta a rubare se non fa cadare le accuse verso sua figlia.
- Guest star: Dana Andrews (Elliot McKay)
- Altri interpreti: Margaret Ladd (Emma Channing), Nick Ramus (Gus Nunouz), Chao Li Chi (Chao Li Chi), Dana Elcar (Carl Reed), Roger Perry (John Costello), Andrew Robinson (Phil Eberhardt), James Victor (Paul Espinoza), Andrew Masset (Peter Burns)

## Luci nelle tenebre
- Titolo originale: House of Cards
- Diretto da: Larry Elikann
- Scritto da: Michael Halperin

### Trama
Il sospetto che Emma possa sapere qualcosa riguardo alle circostanze della morte di Jason fanno pensare a Julia e Maggie che sia meglio che Emma veda uno psichiatra. Angela si oppone nuovamente con fermezza, ma Emma trova un libro di psichiatria e si rende conto di poter avere qualche problema e quindi accetta di andare da uno specialista. Anche il dottore ipotizza che Emma possa essere rimasta shockata dopo aver visto Jason morire e quando Julia riferisce questo a sua madre, Angela le dice ciò che pensa essere la verità riguardo alla morte di Jason: Emma lo ha ucciso (in realtà lei non sa che nella colluttazione era coinvolto anche Turner Bates). Angela spiega anche a Julia che quel tipo di morte avrebbe impedito loro di continuare a godere delle loro ricchezze e proprietà e quindi anche Julia si convince a non continuare con le cure mediche. Nel frattempo, durante una gita a cavallo, Melissa incontra Cole e i due cominciano a vedersi. Angela li scopre e cerca di convincere il padre di lei ad impedire il prosieguo della loro relazione. Douglas, che nel frattempo ha saputo dell'accaduto da Chase e Maggie, durante una discussione con Angela ha un improvviso attacco di cuore.
- Guest star: Mel Ferrer (Phillip Erikson)
- Altri interpreti: Margaret Ladd (Emma Channing), Chao Li Chi (Chao Li Chi), Stephen Elliott (Douglas Channing), Carlos Romero (Carlo Agretti)

## Presunto erede
- Titolo originale: Heir Apparent
- Diretto da: Harry Harris
- Scritto da: Kathleen Hite

### Trama
Emma si presenta a casa di Chase e gli accenna della morte di Jason. Chase, certo che Emma sappia qualcosa e che l'incidente d'auto non sia stata la vera causa della morte del padre, vuole eseguire un'autopsia sul corpo di Jason e il fatto che sia un county supervisor mette in difficoltà Angela nel contrastarlo. Angela prova quindi a convincere Chase dicendogli che lo includerebbe nel testamento, rendendolo di fatto proprietario di Falcon Crest un giorno, se abbandona le ricerche su suo padre, ma Chase non accetta. Emma racconta a Lance di aver ucciso Jason. Nel frattempo Melissa scopre di essere incinta di Cole e Angela dà un ultimatum a Lance: se non si fidanza con Melissa entro 90 giorni, verrà diseredato.
- Guest star: Mel Ferrer (Phillip Erikson)
- Altri interpreti: Margaret Ladd (Emma Channing), Chao Li Chi (Chao Li Chi), Mario Marcelino (Mario Nunouz), Stephen Elliott (Douglas Channing), Dana Elcar (Carl Reed), Robert Sampson (Sceriffo Turk Tobias)

## Il cerchio si chiude
- Titolo originale: The Good, the Bad, and the Profane
- Diretto da: Bill Duke
- Scritto da: Ernie Wallengren e Robert McCullough

### Trama
Lance chiede a Melissa di sposarlo certo di ricevere una risposta negativa, ma con sua gran sorpresa lei accetta. Lei ama Cole e fa capire a Lance che il loro sarà solamente un matrimonio di convenienza per placare le pressioni di suo padre e di Angela. Melissa cerca di convincere Cole che il suo matrimonio non cambierà la loro relazione. Vicky e Mario vogliono cominciare a passare le notti insieme, ma vengono scoperti dai loro genitori che disapprovano e quindi pensano di scappare per sposarsi e andare a vivere insieme. All'ultimo, però, cambiano idea. Melissa comunica la sua gravidanza a Lance proprio durante il taglio della torta nuziale.
- Altri interpreti: Margaret Ladd (Emma Channing), Nick Ramus (Gus Nunouz), Chao Li Chi (Chao Li Chi), Mario Marcelino (Mario Nunouz), Stephen Elliott (Douglas Channing), Carlos Romero (Carlo Agretti)

## Inchiesta - Parte 1
- Titolo originale: Penultimate Questions
- Diretto da: Alan J. Levi
- Scritto da: Robert McCullough

### Trama
Chase decide di rivolgersi ad un avvocato per richiedere un'inchiesta sulla morte del padre. Angela tiene sedata Emma per impedirle di recarsi in tribunale, ma durante la seduta arriva accompagnata dal padre. Questo scombussola Angela che interrompe la testimonianza per impedire ad Emma di restare in aula. Durante il diverbio Douglas ha un altro attacco di cuore e muore. Questo blocca momentaneamente l'inchiesta, però porta la famiglia di Angela a scoprire che il principale erede di Douglas non sono le sue due figlie, ma Richard Channing, il figlio di Douglas di cui nessuno conosceva l'esistenza.
- Guest star: Mel Ferrer (Phillip Erikson)
- Altri interpreti: Margaret Ladd (Emma Channing), Nick Ramus (Gus Nunouz), Chao Li Chi (Chao Li Chi), Stephen Elliott (Douglas Channing), Nicholas Hammond (Martin Deering), Russ Marin (Dott. Cook), Tom Williams (Dott. Banning), John McLiam (Harold Witken), Robert Sampson (Sceriffo Turk Tobias)

## Inchiesta - Parte 2
- Titolo originale: Ultimate Answers
- Diretto da: Michael Preece
- Scritto da: Robert McCullough

### Trama
Dopo il funerale di Douglas l'inchiesta continua e Angela ottiene una dichiarazione medica che certifica l'impossibilità per Emma di recarsi in tribunale. Questo sembra far chiudere in fretta l'inchiesta, visto che nessuno a parte Emma conosce la verità sulla morte di Jason. Emma, consapevole di essere sedata, sta solo fingendo di prendere le pillole e decide di scappare di casa per correre in tribunale a testimoniare. Il suo arrivo in aula è decisivo e la sua testimonianza permette alla giuria di dichiarare la morte di Jason "morto per mano altrui" rendendo di fatto Chase il proprietario di tutto Falcon Crest (come il testamento del padre di Angela e Jason recita). Chase, soddisfatto di aver finalmente ottenuto la verità sulla morte del padre, offre ad Angela il 50% di Falcon Crest per poterlo gestire insieme e Angela accetta.
- Guest star: Mel Ferrer (Phillip Erikson)
- Altri interpreti: Margaret Ladd (Emma Channing), Nick Ramus (Gus Nunouz), Chao Li Chi (Chao Li Chi), Mario Marcelino (Mario Nunouz), Robert F. Lyons (Turner Bates), Harry Townes (Jason Gioberti), Nicholas Hammond (Martin Deering), Russ Marin (Dott. Cook), Tom Williams (Dott. Banning), John McLiam (Harold Witken), Doug McGrath (Deke Johansen), Robert Sampson (Sceriffo Turk Tobias)